# Шкільний (Одеса)
Житлови́й маси́в «Шкільни́й» — назва багатоповерхового житлового району для міста Одеса, який розташований на захід від мікрорайону А-Б житлового масиву «Таїрова».

## Історія
У 1913 році на даній території було побудовано авіазавод А. А. Анатри, на якому здійснювалось будівництво літаків. З приходом радянської влади авіазавод було націоналізовано і перетворено у авіаремонтний завод. За часів Першої світової війни поряд була споруджена авіашкола, яка існувала і за радянських часів. У 1920 — 1930-і роки були споруджені житлові будинки для льотчиків. У 1950-х роках будівництво у селищі шкільного аеродрому було продовжено, у 2010-і роки ще існували руїни їдальні, спорудженої у даний період.
Близько 1977 року замість попередньої забудови селища на замовлення військових був споруджений багатоповерховий мікрорайон. Точкове будівництво відбувалося і у 1990-х роках. У 2006 році за участі шведських інвесторів, які надали 6 млн крон, було споруджено котельну.

## Архітектура
Більшість будинків було споруджено з цегли по проєктам серії 87, що було обумовлено тим, що будинки споруджувались господарським способом — силами Міністерства оборони. По фронту проспекту Маршала Жукова для урізноманітнення силуету між дев'ятиповерховими будинками було споруджено три чотирнадцятиповерхових будинки — всі належать до 87 серії.
На півночі мікрорайону було споруджено чотири панельні дев'ятиповерхові будинки серії 94 та панельні шістнадцятиповерхові будинки серії ОГ-16. Аналогічна забудова зустрічається у житловому масиві «Південний».
На північному заході було споруджено два панельні десятиповерхові будинки проєкту 111-101-19 серії 101, яка була розроблена проєктним інститутом Міністерства оборони. Виробництво панелей для спорудження будинків даного проєкту було не дуже масштабним і таким чином проєкт використовувався для точкової забудови.
За південною межею селища за адресою вулиця Левітана, 114 розташований дев'ятиповерховий гуртожиток для військових.
В тильній частині мікрорайону з цегли за типовими проєктами були споруджені дитячий садок та школа.
У 1990-х роках в північно-західній частині селища було споруджено чотири однакових житлових будинки вежоподібного типу. Також за південною межею селища за зміненим проєктам чотирнадцатиповерхового будинку 87 серії був споруджений десятиповерховий будинок.